# Élevage d'arthropodes
Il existe diverses formes d'élevage d'arthropodes.  Voici une liste d'articles traitant de ces élevages :
- élevage d'insectes
  - apiculture
  - élevage de mâles stériles
- élevage de crustacés
  - écrevisses
  - crevettes, crevettes d'eau douce, gambas
- élevage d'arachnides